# بخش مالونگ-سالن
بخش مالونگ-سالن (به سوئدی: Malung-Sälens kommun) یک ناحیه شهری در سوئد است که در شهرستان دالارنا واقع شده‌است.

## خواهرخوانده
شهرهای Viiratsi Parish و Ylivieska خواهرخوانده‌های بخش مالونگ-سالن هستند.